# Viento salvaje
Viento salvaje  es una película basada en la novela Furia de Vittorio Nino Novarese.
Durante su rodaje, la película llevaba el título provisional de Obsession.
Uno de los escasos ejemplos de acercamiento de Hollywood a la estética del neorrealismo italiano.

## Argumento
Una viuda ha de hacer frente a sus sentimientos encontrados cuando un nuevo hombre entra en su vida.

## Otros créditos
- Color: Blanco y negro
- Dirección artística: Tambi Larsen y Hal Pereira
- Montaje: Warren Low
- Director de segunda unidad: Arthur Rosson
- Sonido: Howard Beals
- Efectos especiales: Farciot Edouart y John P. Fulton
- Diseño de vestuario: Edith Head

## Premios y candidaturas
- 3 candidaturas a los Oscar:

- Mejor actor: Anthony Quinn.
- Mejor actriz: Anna Magnani, quien ganó el oso de plata en el Festival Internacional de Cine de Berlín. Magnani también estuvo nominada en los Globo de Oro y en los BAFTA como mejor actriz extranjera.
- Mejor canción: Dimitri Tiomkin y Ned Washington por Wild Is the Wind.

- La película fue candidata a la Mejor película en la categoría de Drama en los Globo de Oro.
- George Cukor fue candidato al Oso de Oro del Festival Internacional de Cine de Berlín.
- Anthony Quinn quedó en 4 lugar en la lista publicada por los Golden Laurel.

- Datos: Q974706